# Plana (Kraljevo)
Pour les articles homonymes, voir Plana.
Plana (en serbe cyrillique : Плана) est un village de Serbie situé sur le territoire de la ville de Kraljevo, district de Raška. Au recensement de 2011, il comptait 26 habitants.
Un autre village du nom de Plana est situé à proximité.

## Démographie
| 1948 | 1953 | 1961 | 1971 | 1981 | 1991 | 2002 | 2011 |
| ---- | ---- | ---- | ---- | ---- | ---- | ---- | ---- |
| 230  | 260  | 252  | 190  | 116  | 77   | 39   | 26   |

|  |